# Герб Струсова
Герб Струсова — офіційний символ села Струсів, Тернопільського району Тернопільської області, затверджений 11 травня 2007 р. рішенням сесії Струсівської сільської ради.
Автор — А. Гречило.

## Опис
Щит розтятий, у правому золотому полі синій хрест, у лівому червоному — три золоті балки.

## Зміст
Хрест уособлює давню назву поселення — Підбогородичин, а також хрест був елементом печатки струсівської громади в ХІХ ст. й означав василіанський монастир і відпуст. Три смуги в червоному полі пов'язують з гербом Корчак родини Струсів, які перейменували село та добилися для нього міських прав. Три смуги також уособлювали три села, підпорядковані Струсівській сільраді.
Щит увінчано червоною міською короною, що вказує на село, яке давніше було містечком.